# Monastria similis
Monastria similis es una especie de insecto blatodeo de la familia Blaberidae, subfamilia Blaberinae.

## Distribución geográfica
Se pueden encontrar en Argentina y Brasil.

## Sinónimos
- Blabera similis Serville, 1838.
- Monastria flavomarginata Princis, 1946.